# マンファス
マンファス（Manfath、1991年2月23日 - 不明）はアイルランドで生産された競走馬、繁殖牝馬。競走馬時代は未勝利に終わったが、繁殖牝馬として2004年に変則二冠を達成し、種牡馬としても大成功を収めたキングカメハメハなどの母となった。

## 経歴
1999年に吉田勝己がキーンランドセールにおいて65万ドルで落札。
その後2000年に初仔のザデピュティ（父Petardia）がアメリカのGI・サンタアニタダービーを勝利。日本では2004年にキングカメハメハ（父Kingmambo）がNHKマイルカップと日本ダービーで優勝。
日本への輸入後は、レースパイロット（父サンデーサイレンス）が重賞フローラステークスで2着となったのが目立ったくらいで、産駒は勝ちあがるものは多いが、それ以降の成績が頭打ちとなっている。
2005年産のオフリミッツ（父ジャングルポケット）は馬体が小さかったため（2006年9月末時点で420キログラム程度の馬体重）、2006年6月に募集するサンデーレーシングより3か月ほど募集が遅いキャロットファームで出資が募られた。その流れを受けてネオイリュージョンもキャロットファームで募集された。
2012年8月10日付で用途変更となる。それ以降の動向はわかっていない。

## 繁殖成績
|        | 生年   | 馬名               | 性 | 毛色   | 父                 | 戦績 |
| ------ | ------ | ------------------ | -- | ------ | ------------------ | --- |
| 第1子  | 1997年 | The Deputy         | 牡 | 黒鹿毛 | Petardia           | 愛4勝 (引退・種牡馬) - サンタアニタダービー（米GI 2000年）                                                                   |
| 第2子  | 1999年 | Tesla              | 牝 | 鹿毛   | Fayruz             | |
| 第3子  | 2000年 | ハンターズマーク   | 牝 | 鹿毛   | Titus Livius       | 米1勝（引退・繁殖牝馬） - 繁殖牝馬として日本へ輸入                                                                           |
| 第4子  | 2001年 | キングカメハメハ   | 牡 | 鹿毛   | Kingmambo          | 7勝 (引退・種牡馬) - 東京優駿（GI 2004年） - NHKマイルカップ（GI 2004年） - 神戸新聞杯（GII 2004年） - 毎日杯（GIII 2004年） |
| 第5子  | 2002年 | レースパイロット   | 牝 | 黒鹿毛 | サンデーサイレンス | 2勝（引退・繁殖牝馬） - フローラS2着（GII 2005年）                                                                           |
| 第6子  | 2003年 | グランプリゲイト   | 牡 | 鹿毛   | フレンチデピュティ | 1勝（引退） |
| 第7子  | 2004年 | ジャングルバード   | 牝 | 黒鹿毛 | ジャングルポケット | 1勝（引退・繁殖牝馬） - サンデーRにおいて総額4000万円で募集された                                                            |
| 第8子  | 2005年 | オフリミッツ       | 牡 | 鹿毛   | ジャングルポケット | 3勝（引退） - キャロットFにおいて総額5000万円で募集された                                                                    |
| 第9子  | 2006年 | ネオイリュージョン | 牝 | 黒鹿毛 | ネオユニヴァース   | 0勝（引退・繁殖牝馬） - キャロットFにおいて総額4000万円で募集された                                                          |
| 第10子 | 2007年 | グランプリソフィ   | 牝 | 鹿毛   | アグネスタキオン   | 未出走（引退・繁殖牝馬） - セレクトセールにおいて1億2000万円でグランプリが落札                                               |
| 第11子 | 2008年 | マギストラ         | 牝 | 鹿毛   | ディープインパクト | 0勝（引退・繁殖牝馬） - サンデーRにおいて総額3200万円で募集された                                                            |
| 第12子 | 2009年 | トラヴェシーア     | 牝 | 青鹿毛 | ディープインパクト | 未出走（引退・繁殖牝馬） 孫にホウオウビスケッツ                                                                              |
| 第13子 | 2012年 | ジュンファイター   | 牡 | 鹿毛   | ダイワメジャー     | 未出走（引退） |

## 血統表
| マンファスの血統（ノーザンダンサー系 / Northern Dancer3×5=15.63% Nearco5×5=6.25%） | マンファスの血統（ノーザンダンサー系 / Northern Dancer3×5=15.63% Nearco5×5=6.25%） | マンファスの血統（ノーザンダンサー系 / Northern Dancer3×5=15.63% Nearco5×5=6.25%） | （血統表の出典） | （血統表の出典） |
| 父 *ラストタイクーン Last Tycoon 1983 鹿毛                                         | 父の父*トライマイベスト Try My Best 1975 鹿毛                                      | Northern Dancer                                                                    | Nearctic         | Nearctic         |
| 父 *ラストタイクーン Last Tycoon 1983 鹿毛                                         | 父の父*トライマイベスト Try My Best 1975 鹿毛                                      | Northern Dancer                                                                    | Natalma          |                  |
| 父 *ラストタイクーン Last Tycoon 1983 鹿毛                                         | 父の父*トライマイベスト Try My Best 1975 鹿毛                                      | Sex Appeal                                                                         | Buckpasser       | Buckpasser       |
| 父 *ラストタイクーン Last Tycoon 1983 鹿毛                                         | 父の父*トライマイベスト Try My Best 1975 鹿毛                                      | Sex Appeal                                                                         | Best in Show     |                  |
| 父 *ラストタイクーン Last Tycoon 1983 鹿毛                                         | 父の母Mill Princess 1977 鹿毛                                                      | Mill Reef                                                                          | Never Bend       | Never Bend       |
| 父 *ラストタイクーン Last Tycoon 1983 鹿毛                                         | 父の母Mill Princess 1977 鹿毛                                                      | Mill Reef                                                                          | Milan Mill       |                  |
| 父 *ラストタイクーン Last Tycoon 1983 鹿毛                                         | 父の母Mill Princess 1977 鹿毛                                                      | Irish Lass                                                                         | Sayajirao        | Sayajirao        |
| 父 *ラストタイクーン Last Tycoon 1983 鹿毛                                         | 父の母Mill Princess 1977 鹿毛                                                      | Irish Lass                                                                         | Scollata         |                  |
| 母 Pilot Bird 1983 鹿毛                                                            | 母の父Blakeney 1966 鹿毛                                                           | Hethersett                                                                         | Hugh Lupus       | Hugh Lupus       |
| 母 Pilot Bird 1983 鹿毛                                                            | 母の父Blakeney 1966 鹿毛                                                           | Hethersett                                                                         | Bride Elect      |                  |
| 母 Pilot Bird 1983 鹿毛                                                            | 母の父Blakeney 1966 鹿毛                                                           | Windmill Girl                                                                      | Hornbeam         | Hornbeam         |
| 母 Pilot Bird 1983 鹿毛                                                            | 母の父Blakeney 1966 鹿毛                                                           | Windmill Girl                                                                      | Chorus Beauty    |                  |
| 母 Pilot Bird 1983 鹿毛                                                            | 母の母The Dancer 1977 鹿毛                                                         | Green Dancer                                                                       | Nijinsky         | Nijinsky         |
| 母 Pilot Bird 1983 鹿毛                                                            | 母の母The Dancer 1977 鹿毛                                                         | Green Dancer                                                                       | Green Valley     |                  |
| 母 Pilot Bird 1983 鹿毛                                                            | 母の母The Dancer 1977 鹿毛                                                         | Khazaeen                                                                           | Charlottesville  | Charlottesville  |
| 母 Pilot Bird 1983 鹿毛                                                            | 母の母The Dancer 1977 鹿毛                                                         | Khazaeen                                                                           | Aimee F-No.22-d  |                  |